# 恐嚇
恐嚇是一種故意行為，會導致有合理擔憂的人害怕受到傷害。 無需證明該行為導致受害者感到恐懼或恐慌。
威脅、犯罪威脅（或威脅行為）是故意使他人害怕身體受傷害的犯罪行為。 “傷害威脅通常涉及對傷害的看法……身體或精神傷害……傷害的行為或實例，或對一個人的物質和損害。” “恐怖主義威脅是一種犯罪，通常涉及以恐嚇他人為目的的暴力威脅。”
在全球許多地區，恐嚇是一種刑事犯罪；恐嚇性言語在當地因而不受任何言論自由保障。

## 相關
- 欺凌
- 保護費
- 郵包炸彈
- 抢劫
- 三合會
- 澎恰恰光碟案
- 訴諸武力